# Fonație
În fonetică, se numește fonație totalitatea fenomenelor prin care se produce vocea. Un rol esențial în fonație îl au coardele vocale din laringe. Acestea produc prin vibrația lor o modulație audibilă a fluxului de aer expirat. Caracteristicile acustice ale sunetelor emise depind de presiunea creată în plămîni, tensiunea aplicată asupra coardelor vocale și aplicarea de diverse constrîngeri pe parcursul căii vocale, prin acțiunea limbii, dinților etc.

## Tipuri de fonație
Sunetele vocii emise prin vibrarea coardelor vocale cu amplitudine maximă se numesc sonore; în această categorie intră în general vocalele și consoanele sonore. Dacă sunetul este emis fără vibrarea coardelor vocale atunci el se numește surd, ca în cazul consoanelor surde.
În multe limbi, inclusiv limba română, se întîlnesc numai aceste două tipuri de fonație, sonor și surd. De exemplu, din cele 31 de sunete ale limbii române 9 sînt surde (numai consoane) și restul sînt sonore (vocalele, semivocalele și consoanele sonore).
Există totuși un număr important de limbi în care fonația are și alte grade posibile. În Alfabetul Fonetic Internațional se disting șapte tipuri diferite de fonație, ordonate după gradul de deschidere a glotei. În tabelul de mai jos a fost luat cazul consoanei oclusive [t], modificată prin tensionarea mai mică sau mai mare a coardelor vocale.
| Glotă deschisă | [t]  | surd (fluxul de aer este deschis)    |
|                | [d̤]  | "murmurat"                           |
|                | [d̥]  | "relaxat"                            |
|                | [d]  | sonor sau "modal" (vibrație maximă)  |
|                | [d̬]  | "încordat"                           |
|                | [d̰]  | "laringializat"                      |
| Glotă închisă  | [ʔt] | "blocat" (fluxul de aer este închis) |